# Tapponia incompta
Tapponia incompta är en spindelart som beskrevs av Tamerlan Thorell 1895. Tapponia incompta ingår i släktet Tapponia och familjen lospindlar.
Artens utbredningsområde är Myanmar. Inga underarter finns listade i Catalogue of Life.